# Pizzo Campo Tencia
Der Pizzo Campo Tencia, früher auch Campo Tencca genannt, ist ein Berg der Lepontinischen Alpen, zwischen der Leventina im Osten und dem Valle Maggia und seinem Seitental, dem Val Lavizzara, im Westen. Mit einer Höhe von 3072 m ü. M. ist er der höchste Berg, der ganz innerhalb des Kantons Tessin liegt; allerdings finden sich auf den Grenzen des Kantons in den Adula-Alpen, im Gotthardmassiv und mit dem Basòdino noch höhere Gipfel.

## Geographie
Der Gipfel befindet sich zwischen den Bezirken Leventina und Vallemaggia. Die Grenze verläuft entlang dem Hauptgrat in nordwestlich-östlicher Richtung und bildet zugleich auch die Gemeindegrenze zwischen Lavizzara und Faido (bis 31. März 2012 Chironico). Nordnordöstlich des Pizzo di Campo Tencia befindet sich die Capanna Campo Tencia , die auf einer Höhe von 2140 m liegt und 1912 als seinerzeit erste Schutzhütte der Sektion Tessin des SAC errichtet worden ist.
Mit Campo Tencia wird zugleich der Gletscher benannt, der sich nördlich und nordöstlich des Gipfels Richtung Val Piumogna erstreckt – auf der Landeskarte der Schweiz ist der in zwei Bereiche gegliederte Gletscher mit Ghiacciaio Grande (Lage) bzw. Ghiacciaio Piccolo di Crozlina (Lage) bezeichnet. Die Südflanke führt ins Val di Prato. Nördlich vom Pizzo di Campo Tencia befinden sich mit dem Pizzo Crozlina (3012 m, Lage) und östlich mit dem Piz Penca (3038 m, Lage) die beiden anderen Dreitausender der Campo-Tencia-Gruppe.

## Erstbesteigung
Erstbestiegen wurde der Pizzo Campo Tencia am 4. August 1867 durch den Schweizer Alpenpionier Gottlieb Samuel Studer, den Arzt Wilhelm Lindt, einem Fürsprech (Anwalt) Aebi und einem Träger mit dem Namen Caveng. Geführt wurde die Gesellschaft von Peter Sulzer aus Guttannen von Dalpe aus. Die Besteigung war damals wegen den Gletschern und starken Eisbrüchen schwierig, und die Erstbegehung gelang nur auf schwierigen Umwegen.

## Routen
Im Sommer ist der Pizzo Campo Tencia, seit die Gletscher geschrumpft sind, ein Alpinwandergipfel. Von der Capanna Campo Tencia führt über die Bocchetta di Crozlina eine blau-weiss-markierte Wegspur (T4+, Kletterstellen bis im II. Grad) über den Nordwestgrat auf den Gipfel. Von der Capanna Sovèltra (Hütte seit 2017 geschlossen) gelangt man zuerst über einen blau-weiss-markierten Weg, dann auf weglosem Geröll über den Ostgrat auf den Gipfel (T4+).
Im Winter wird der Berg mit Tourenskis begangen. Die Normalrouten führen von Dalpe (S+) oder vom Rifugio Pradòi (S) auf den Gipfel. Die Route von der Capanna Campo Tencia (S+) führt durch eine Rinne, die zu Fuss bewältigt werden muss. Deshalb wird diese Route meist nur im Aufstieg gemacht, um die Abfahrt durch die Rinne zu vermeiden.